# مصباح اصطرابي

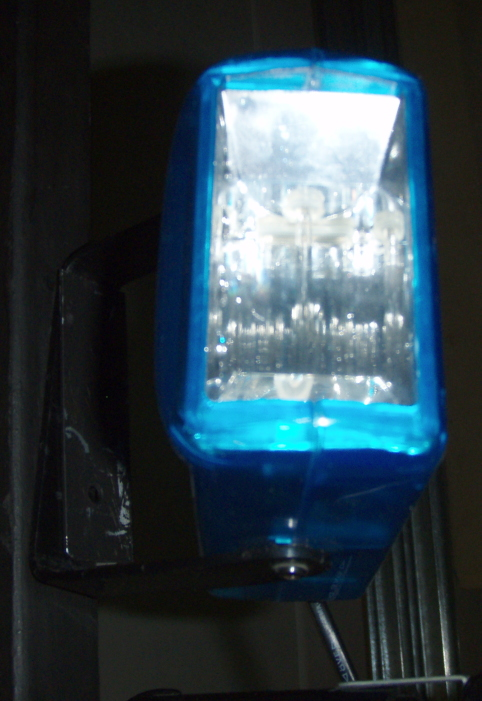
مصباح اصطرابي أزرق

المصباح الاصطرابي (الرعّاش) (ملاحظة 1) هو مصباح يصدر ضوءاً متواتراً بفترات زمنية قريبة ومتساوية، وقد يستخدم في جهاز المصطربة؛ وهو ضوء يشعّ ثم ينطفئ على نحو متواصل، متعاقب، وبسرعة عالية.